# Рудольф (герцог Реции)
Рудольф (Рудольф II; лат. Ruadolfus; умер 5 января не ранее 898) — знатный франк из рода Вельфов, герцог Реции в 890-х годах (возможно, приблизительно с 876 года).

## Биография
Основными средневековыми нарративными источниками о Рудольфе являются франкские анналы: в первую очередь, «Фульдские анналы», «Аламаннские анналы» и «Лоббские анналы». Сохранились также несколько созданных в аббатствах Санкт-Галлен, Райхенау и Пфеферс современных Рудольфу документов, в которых он упоминается.
Рудольф происходил из знатного рода Вельфов. Согласно книгам побратимов Райхенауского и Пфеферсского аббатств, он был одним из сыновей графа Понтье Рудольфа I и Родуны. Иногда его называют Рудольфом II, чтобы отличить от отца.
О ранних годах жизни Рудольфа ничего достоверно не известно. Между 870 и 885 годами некий Рудольф упоминался в современных ему документах как граф Цюрихгау. Так как в 872—876 годах правителем Цюрихгау был Гунфрид III, предполагается, что Рудольф мог временно или утратить власть над этим владением, или совместно управлять тем с членом рода Бурхардингов. В хартии из Санкт-Галлена от 878 года некий граф Рудольф был упомянут как владелец земельной собственности в Тургау. Был ли он правителем этого владения — неизвестно, так как в документах более раннего и более позднего времени здешним графом назывался Адальберт II. Между 885 и 890 годом ещё один Рудольф упоминался в связи с Аугстгау (к востоку от Леха в Баварии). Относятся ли все эти свидетельства к одной персоне и тождественны ли упоминавшиеся в них Рудольфы герцогу Реции — точно не установлено, но это весьма возможно. Как бы то ни было, Рудольф — один из немногих Вельфов, имевший владения в Восточно-Франкском государстве после переселения в Западно-Франкское королевство сыновей Конрада I Старого: Гуго Аббата и Конрада II Молодого.
После отречения императора Карла III Толстого в 887 году Рудольф поддержал притязания Арнульфа Каринтийского на престол Восточно-Франкского королевства. Предполагается, что его переход на сторону противников императора мог быть связан с близким родством Рудольфа с Ахалольфингами, к которым принадлежала изгнанная Карлом III Толстым жена Рихарда Швабская.
Не позднее 890 года Рудольф стал герцогом Реции. Когда точно это произошло — неизвестно. Возможно, Рудольф получил это владение после своего двоюродного брата, умершего приблизительно в 876 году Конрада II Молодого, так как никакие другие правители этих земель того времени в источниках не упоминаются. В сообщении франкских анналов о событиях 864 года Конрад II назван «герцогом Реции и частью Юры» (лат. «Raeticarum vel Jurensium partium dux»). В документе же из Санкт-Галлена Рудольф в 890 году упоминался только как «герцог Реции» (лат. «dux Raetionorum»). Однако предполагается, что так же как и Конрад он мог управлять территориями в Юрских горах.
В 890 годах внебрачный сын Карла III Толстого Бернард восстал против короля Арнульфа Каринтийского в Швабии. В том же году он был вынужден укрыться у Гвидо Сполетского в Италию, но не позднее зимы 891/892 года смог вернуться в Восточно-Франкское королевство. Однако здесь сторонники Бернарда потерпели окончательное поражение и тот снова бежал из Швабии, на этот раз в Рецию. Он и здесь нашёл приспешников (одним из них, предположительно, стал епископ Кура Диотольф), но вскоре при неизвестных обстоятельствах был убит герцогом Рудольфом. Предполагается, что лишившись надежд подчинить Швабию, Бернард попытался захватить власть в другом владении своего отца, Реции, но погиб в борьбе с её тогдашним правителем. Возможно, Рудольф убил сына Карла III Толстого по просьбе Арнульфа Каринтийского.
О дальнейшей судьбе Рудольфа достоверных сведений не сохранилось. Возможно, он был жив ещё в 898 году, когда в одном из документов был упомянут некий «герцог Рудольф». В некрологе Санкт-Галленского монастыря 5 января названо днём смерти «графа Рудольфа», которого современные историки отождествляют с герцогом Реции.
Следующим после Рудольфа правителем Реции был Бурхард I, впервые упоминающийся в этой должности в 903 году. Неизвестно когда и при каких обстоятельствах здесь произошла смена власти. Отмечается только, что Бурхардинги, к которым принадлежал Бурхард I, долгое время были соперниками Ахалольфингов в Швабии.
Возможно, Рудольф мог быть родоначальником швабской ветви династии Вельфов.

## Комментарии
1. ↑  В работах некоторых историков Рудольф называется маркграфом Реции[7][8].